# Lili Drčar
Lili Drčar, slovenska biatlonka, * 12. april 1990.
Drčarjeva je od leta 2006 nastopala v evropskem mladinskem pokalu, kjer je večkrat osvojila mesta med prvo deseterico. V letih 2007 in 2008 je sodelovala na Svetovnih mladinskih prvenstvih v Martellu in Ruhpoldingu. Najboljši rezultat, 19. mesto, je osvojila na posamični tekmi leta 2008. Leta 2008 je debitirala za slovensko člansko biatlonsko reprezentanco na Svetovnem pokalu v biatlonu, in v šprintu osvojila 86., v štafeti pa 13. mesto. Še istega leta je nastopila na Svetovnem prvenstvu v Östersundu. Nastopila je na treh preizkušnjah. Na posamični tekmi je osvojila 89. mesto, v šprintu je končala na 90. mestu, z žensko štafeto pa je osvojila 12. mesto. Na svetovnem prvenstvu 2009 v Pjongčangu je na posamični tekmi osvojila 101., v šprintu pa 98. mesto.
Leta 2013 je na tekmi s skupinskim štartom za državno prvenstvo osvojila naslov državne prvakinje.